# Ectopoglossus
Ectopoglossus es un género de anfibios anuros neotropicales de la familia Dendrobatidae. Estas ranas se distribuyen desde el noroeste de Ecuador al centro de Panamá. Muchas de sus especies se incluían en el género Anomaloglossus.

## Especies
Se reconocen las siguientes siete especies:
- Ectopoglossus absconditus Grant, Rada, Anganoy-Criollo, Batista, Dias, Jeckel, Machado & Rueda-Almonacid, 2017
- Ectopoglossus astralogaster (Myers, Ibáñez, Grant & Jaramillo, 2012)
- Ectopoglossus atopoglossus (Grant, Humphrey & Myers, 1997)
- Ectopoglossus confusus (Myers and Grant, 2009)
- Ectopoglossus isthminus (Myers, Ibáñez, Grant & Jaramillo, 2012)
- Ectopoglossus lacrimosus (Myers, 1991)
- Ectopoglossus saxatilis Grant, Rada, Anganoy-Criollo, Batista, Dias, Jeckel, Machado & Rueda-Almonacid, 2017

## Publicación original
Grant, T., M. Rada, M. A. Anganoy-Criollo, A. Batista, P. H. dos S. Dias, A. M. Jeckel, D. J. Machado & J. V. Rueda-Almonacid. 2017. Phylogenetic systematics of dart-poison frogs and their relatives revisited (Anura: Dendrobatoidea). South American Journal of Herpetology 12 (Special Issue): 1–90. 